# Кам'янецький водоспад (Синевир)
Кам'яне́цький водоспа́д (Кам'янко-Тереблянський) — водоспад в Українських Карпатах (масив Внутрішні Горгани). Розташований у Хустському районі Закарпатської області, в межах Національного парку «Синевир». 
Кам'янецький водоспад розташований на лісовому потічку, що стікає східним схилом гори Кам'янки (1578 м) і впадає в річку Тереблю. Висота перепаду води — бл. 6 м, висота над рівнем моря — бл. 600 м. 
Водоспад легкодоступний, бо розташований при автодорозі між селами Синевир та Синевирська Поляна.

## Цікаві факти
- У Карпатах існує ще один водоспад з такою ж назвою — Кам'янецький водоспад.
- Неподалік від водоспаду (на північ) розташоване озеро Синевир.

## Світлини та відео

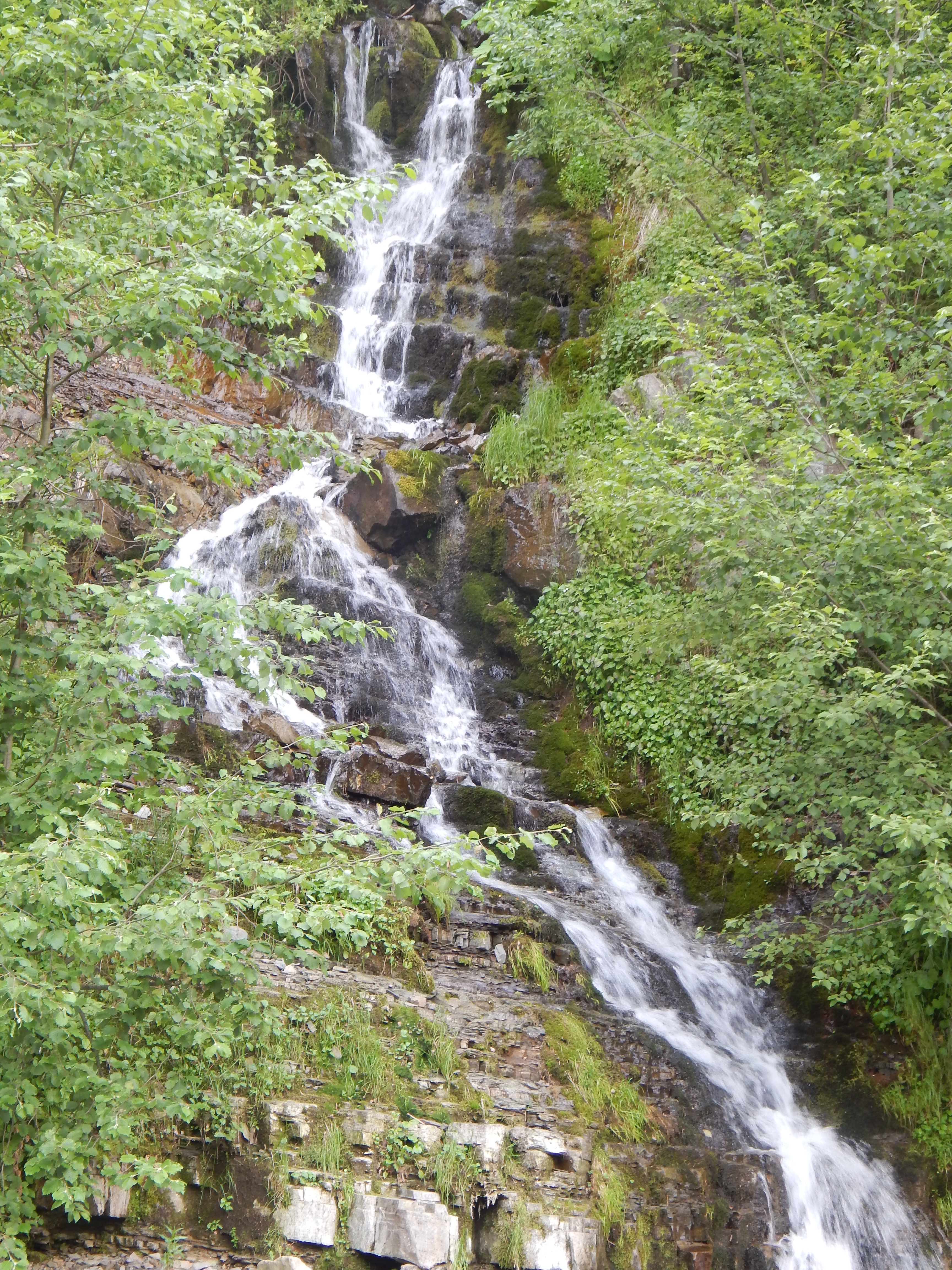
Водоспад збоку
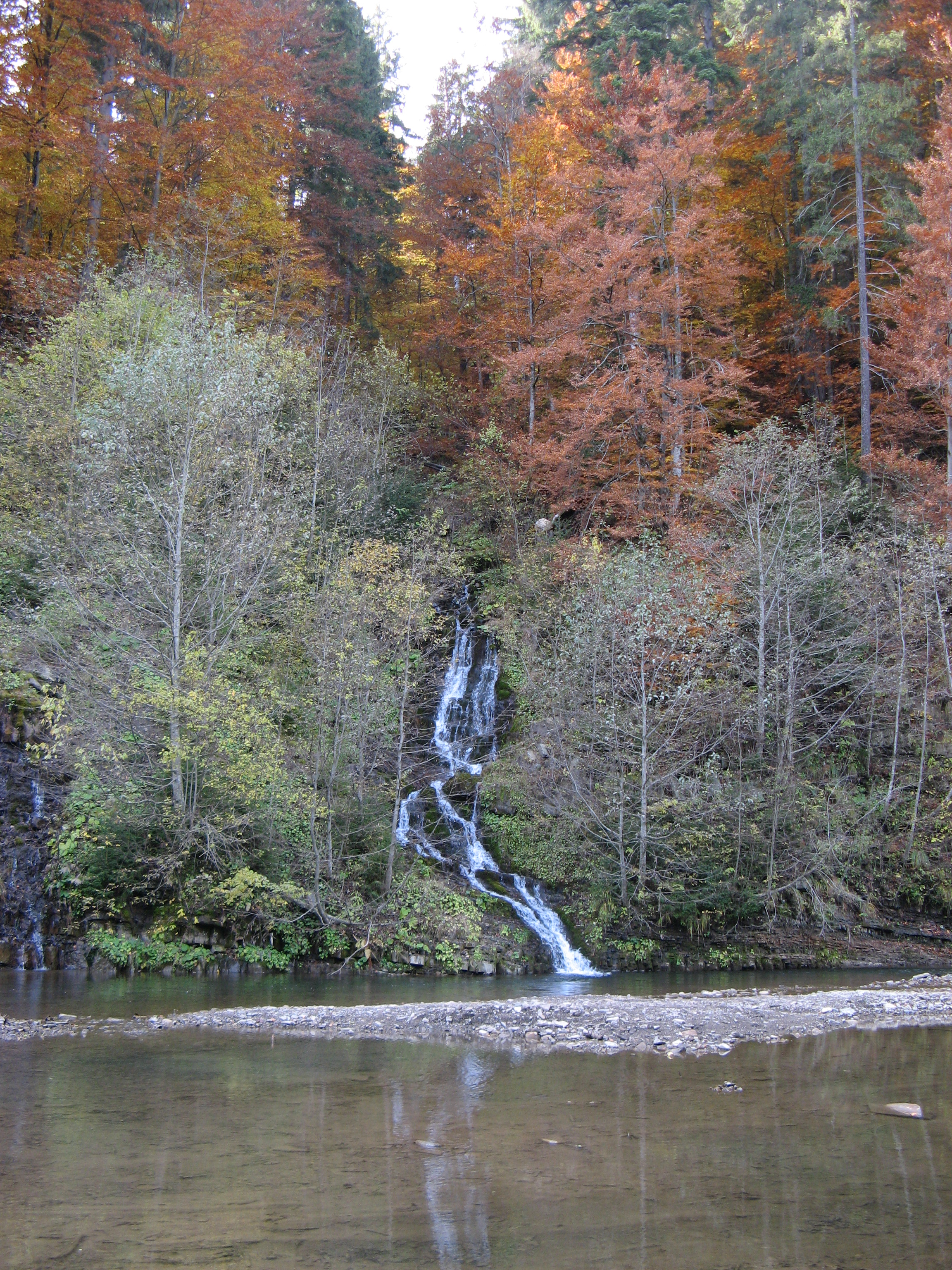
Водоспад здалеку
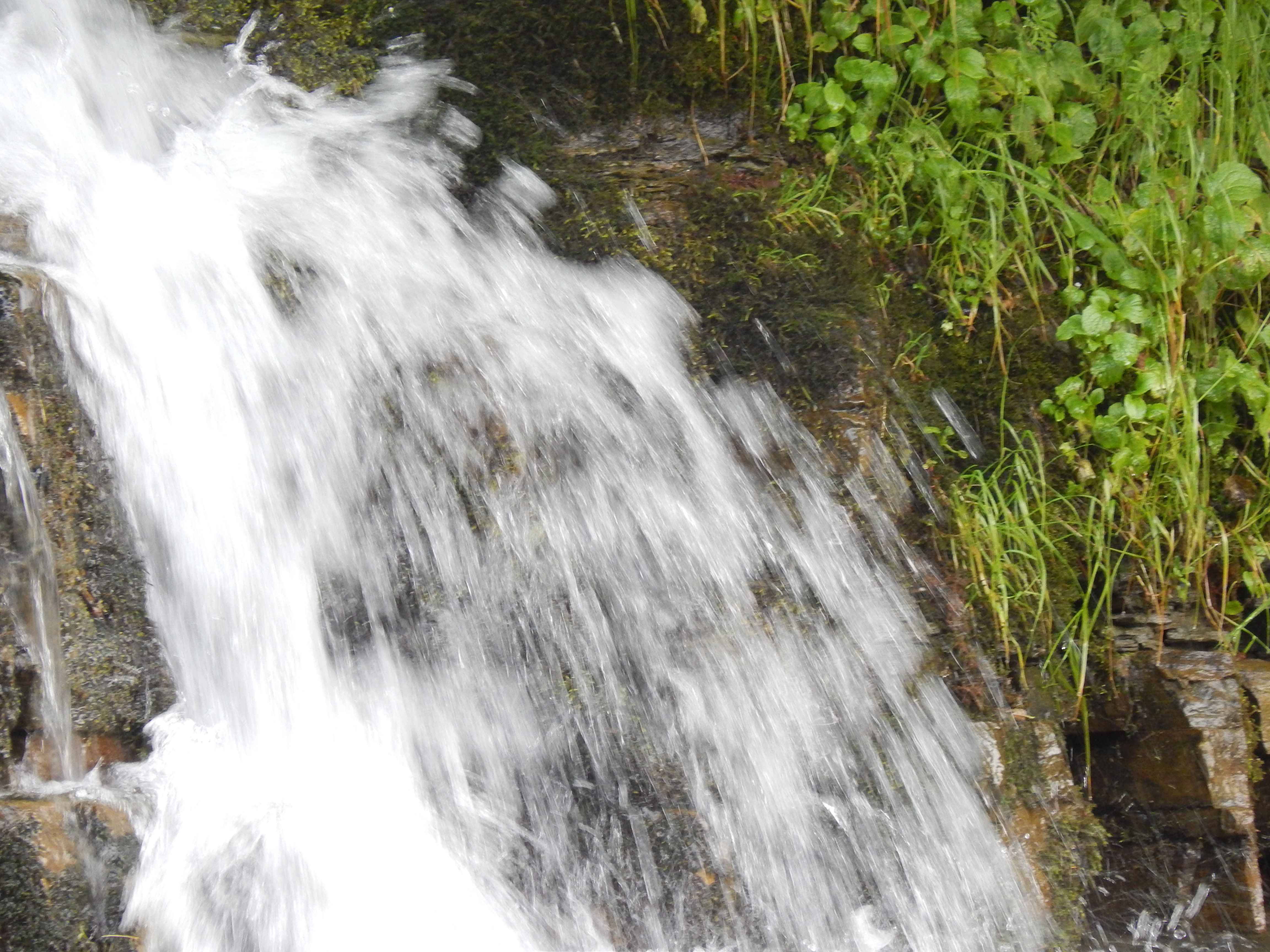
Водоспад влітку
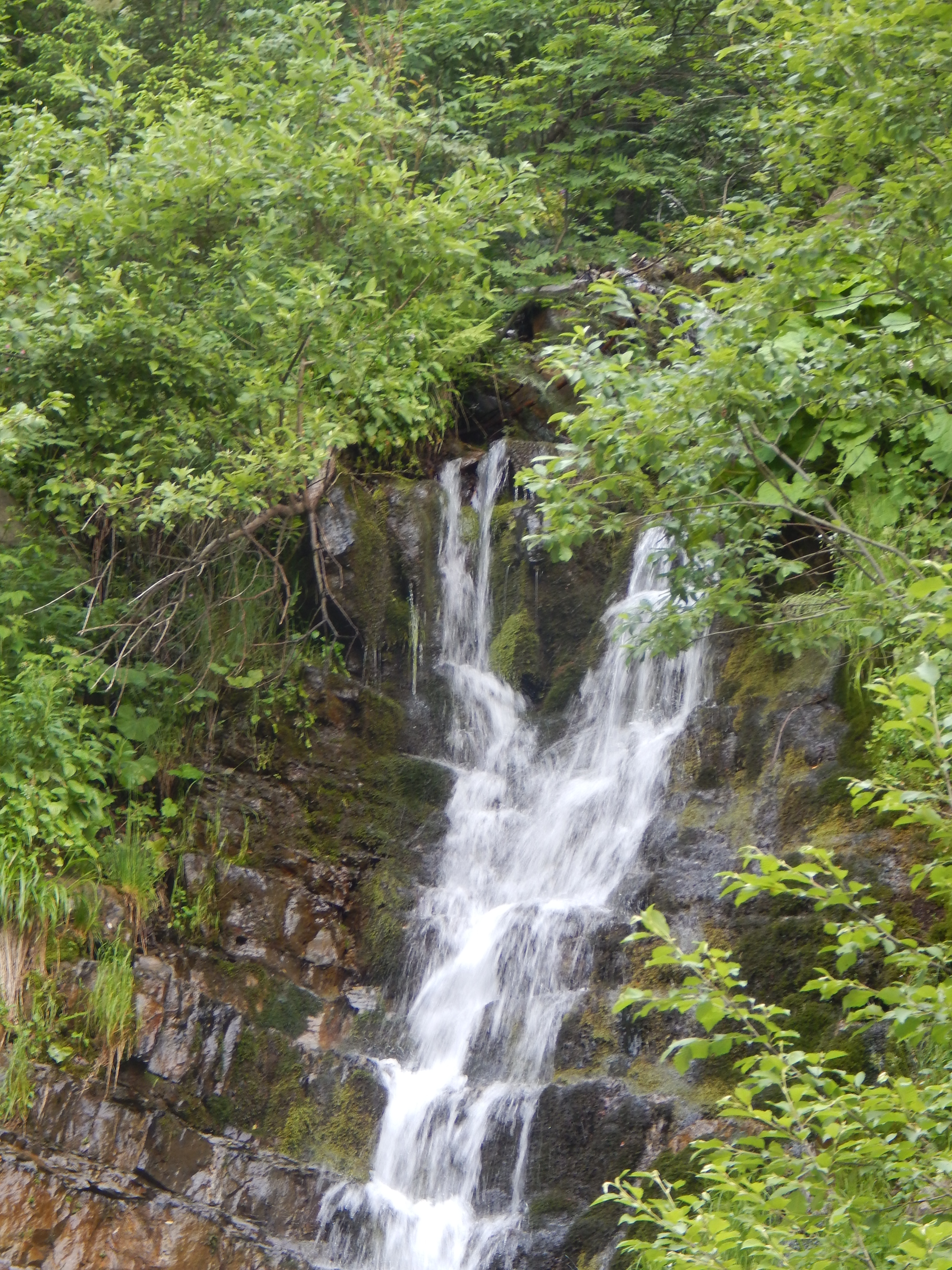
Водоспад зблизька
- Відео водоспаду